# Campeonato Mundial de Esquí Alpino de 1934
El IV Campeonato Mundial de Esquí Alpino se celebró en la localidad alpina de St. Moritz (Suiza) en 1934 bajo la organización de la Federación Internacional de Esquí (FIS) y la Asociación Suiza de Esquí.

## Resultados

### Masculino
| Evento    | Oro                  | Plata                | Bronce                                               |
| --------- | -------------------- | -------------------- | ---------------------------------------------------- |
| Descenso  | David Zogg · Suiza · | Franz Pfnür Alemania | Ido Cattaneo · Italia / · Heinz von Allmen · Suiza · |
| Eslalon   | Franz Pfnür Alemania | David Zogg · Suiza · | Willi Steuri · Suiza ·                               |
| Combinado | David Zogg · Suiza · | Franz Pfnür Alemania | Heinz von Allmen · Suiza ·                           |

### Femenino
| Evento    | Oro                    | Plata                  | Bronce                   |
| --------- | ---------------------- | ---------------------- | ------------------------ |
| Descenso  | Anny Rüegg · Suiza ·   | Christl Cranz Alemania | Lisa Resch Alemania      |
| Eslalon   | Christl Cranz Alemania | Lisa Resch Alemania    | Rösli Rominger · Suiza · |
| Combinado | Christl Cranz Alemania | Lisa Resch Alemania    | Anny Rüegg · Suiza ·     |

## Medallero
| Núm. | País      | Oro | Plata | Bronce | Total |
| ---- | --------- | --- | ----- | ------ | ----- |
| 1    | Alemania* | 3   | 5     | 1      | 9     |
| 2    | Suiza     | 3   | 1     | 5      | 9     |
| 3    | Italia    | 0   | 0     | 1      | 1     |
|      | TOTAL     | 6   | 6     | 7      | 19    |

(*) - Época del Tercer Reich.